# Podlipie (powiat olkuski)
Podlipie – wieś w Polsce położona w województwie małopolskim, w powiecie olkuskim, jest jednym z dwunastu sołectw w gminie Bolesław. 

## Od 1945
W 1950 roku rozpoczęto budowę szkoły, która ostatecznie została otwarta w 1954. Podlipie otrzymało również w 1956 Ochotniczą Straż Pożarną. Od 1961r. w Podlipiu działa Koło Gospodyń Wiejskich oraz "Podlipianki", żeński zespół folklorystyczny.
W latach 1975–1998 miejscowość należała administracyjnie do województwa katowickiego.